# Follow on
Il Follow on è un'importante regola del gioco del Cricket, analogamente alla regola della dichiarazione è stata introdotta per poter limitare il numero di draw nelle partite di Test e First Class cricket. Trova applicazione solo nelle partite in cui entrambe le squadre giocano due innings in battuta.

## Descrizione
Il Follow on è disciplinato dall'articolo 13 delle Leggi del cricket, che ne disciplina le modalità e le circostanze con cui può essere richiesto dal capitano di una delle due squadre.
La regola prevede che al termine del secondo innings il capitano della squadra che ha giocato al lancio possa obbligare la squadra avversaria a giocare il terzo innings nuovamente in battuta anziché al lancio, invece di rispettare la normale alternanza tra innings in battuta e innings al lancio. Principale condizione per poter richiedere il follow on è la differenza di runs marcate nei primi due innings. Il valore minimo per poter richiedere l'applicazione della regola è variato nel corso del tempo.
Questo strumento regolamentare trova la sua giustificazione nel fatto che nelle forme non Limited Overs di cricket ogni squadra per vincere ha necessità di marcare più runs dell'avversario ma anche di eliminare in entrambi gli innings l'intero lineup avversario (10 battitori su 11), infatti se una squadra dovesse marcare più runs dell'altra senza aver però eliminato tutti i battitori la partita terminerà in draw, ovvero patta, e non con la vittoria della squadra con il totale maggiore. Pertanto per guadagnare tempo esiste la possibilità di chiedere il follow on in modo da cercare di eliminare i battitori prima che raggiungano il totale (vittoria per Innings e X runs) oppure andare in battuta con un target generalmente molto basso e facilmente raggiungibile negli ultimi giorni di gioco.

## Strategia
La maggior parte dei capitani e degli appassionati ritengono che sia sempre meglio chiedere il follow on quando se ne ha la possibilità. Tuttavia ci sono casi in cui alcuni capitani preferiscono non chiederlo, ritenendo che lanciare per due innings consecutivi sia faticoso per i loro lanciatori, al punto da compromettere l'efficacia dei loro lanci. Altra motivazione sta nel fatto che obbligando gli avversari al follow on una squadra tornerà in battuta durante l'ultimo giorno, con il pitch molto deteriorato, cosa che molti battitori non gradiscono.

## Regolamento attuale
Attualmente l'applicazione del follow on non è automatica ma deve essere richiesta dal capitano della squadra in vantaggio, che deve decidere se richiederlo o meno; contrariamente a quanto succedeva in passato il capitano della squadra che lo subisce non ha voce in capitolo. Lo scarto minimo per poter chiedere l'applicazione della regola è attualmente il seguente:
- In una partita di cinque o più giorni la differenza deve essere di almeno 200 runs
- In una partita di tre o quattro giorni la differenza deve essere di almeno 150 runs
- In una partita di due giorni la differenza deve essere di almeno 100 runs
- In una partita di un singolo giorno la differenza deve essere di almeno 75 runs

## Storia
- 1787: Introdotto per la prima volta, non c'era un limite e se la squadra che aveva battuto per prima era in vantaggio al termine del secondo innings poteva richiederlo indipendentemente dallo scarto di runs:
- 1835: Obbligatorio con uno scarto di 100 runs.
- 1854: Obbligatorio con uno scarto di 80 runs.
- 1894: Obbligatorio con uno scarto di 120 runs.
- 1900: Su richiesta con uno scarto di 150 runs in una partita di tre giorni, 100 runs in una partita di due giorni e 75 runs in una partita di un giorno
- 1946: Fu introdotta la regola sperimentale che introduceva la possibilità di richiederla solo il primo giorno dopo aver marcato 300 runs
- 1951: A seguito dell'esito negativo della sperimentazione sopracitata fu abrogata la regola introdotta nel 1946.
- 1957: È stato introdotto l'obbligo di approvazione del capitano avversario
- 1980: Regole attuali

## Vittorie dopo l'obbligo diFollow on
La vittoria della squadra che subisce il follow on, sebbene altamente improbabile, non è impossibile. In tutta la storia del Test cricket è accaduto solo quattro volte in oltre duemila Test Match. Ironicamente tre delle quattro occasioni la squadra "beffata" è stata la nazionale Australiana: nei primi due casi dall'Inghilterra (1894 e 1981) e la terza volta dall'India nel 2001. Il quarto e ad oggi ultimo caso di vittoria dopo il follow on ha visto protagonista la Nuova Zelanda sull'Inghilterra.

### I Test delle Ashes Series 1894/95
Nel primo innings di questo Test Match disputato a Sydney, l'Australia mise a segno 586 (con Syd Gregory che marcò 201 runs e George Giffen 161) e in seguito eliminò tutti i battitori dell'Inghilterra quando questi marcarono 325. Obbligata al follow on l'Inghilterra rispose con 437, andando in vantaggio di 176 runs. Al termine del quarto giorno di gioco l'Australia aveva uno score di 113 con soli 2 wickets persi e sembrava avviarsi a una facile vittoria. Tuttavia la notte la pioggia si abbatté pesantemente sul pitch rendendolo impraticabile (all'epoca in caso di pioggia il pitch non veniva coperto) e consentendo ai lanciatori inglesi di eliminare la squadra australiana con 166 runs all'attivo, vincendo l'incontro di 10 runs.

### III Test delle Ashes Series 1981
Nel 1981 il tour dell'Australia in Inghilterra iniziò malissimo per gli inglesi: una sconfitta ed un draw nei primi due incontri, con Ian Botham che diede le dimissioni da capitano della squadra venendo rimpiazzato da Mike Brearley. Nel terzo Test Match l'Australia marcò 401 runs e obbligò gli inglesi al follow on dopo che questi marcarono solo 174 runs. Nel terzo innings l'Inghilterra giocò una buona frazione di gioco, arrivando a condurre per 129 runs, tuttavia era opinione generale che la partita fosse praticamente già vinta per gli australiani. Sorprendentemente nell'ultima frazione di gioco gli inglesi lanciarono benissimo e riuscirono a limitare i rivali a 111 runs, vincendo di 18 runs.

### II Test India-Australia del 2001
L'Australia veniva da una striscia di 16 vittorie consecutive (tra cui il primo test match della serie) e iniziò il secondo test alla grande marcando 445 e limitando gli indiani a 171 costringendoli al follow on; per molti l'incontro era già finito. Sorprendentemente nel terzo innings gli indiani riuscirono a realizzare uno stratosferico 657/7 arrivando perfino ad eseguire la dichiarazione (prima volta nella storia che una squadra obbligata al follow on dichiarò la fine del proprio innings) e trasformando una sicura sconfitta perlomeno in un draw. Nell'ultimo innings l'Australia arrivò a marcare 161/3 rendendo a questo punto quasi sicuro il draw, ma improvvisamente i lanciatori indiani riuscirono ad eliminare 5 battitori nel giro di pochi minuti e gli ultimi caddero nel finale di giornata consentendo agli indiani di vincere per 171 runs, di gran lunga la più larga delle tre vittorie di una squadra obbligata al follow on.

### II Test Nuova Zelanda-Inghilterra del 2023
L'Inghilterra va in battuta e grazie ai due battitori Joe Root e Harry Brook (entrambi finirano con oltre 150 runs a testa) realizza un ottimo 435/8 eseguendo la dichiarazione. La Nuova Zelanda non riesce a rispondere adeguatamente perdendo tutti i proprio battitori quando il totale recita 209 runs, quindi con un deficit di 227, il capitano inglese decide di obbligare gli avversari al follow on. Stavolta i neozelandesi sfoderano una gran prestazione arrivando a marcare 483 runs in 162 overs prima di vedere tutti i loro battitori eliminati. L'Inghilterra va in battuta con un target di 258 runs, un totale ostico ma non impossibile da raggiungere, tuttavia gli inglesi riusciranno a marcarne solo 256 perdendo per un solo run il test match. Si è trattata solo della seconda volta nella storia che un test match si è concluso con lo scarto minimo, ci sono state controversie relative il lancio precedente all'ultimo, in cui gli inglesi chiedevano che la palla venisse chiamata wide. Questo avrebbe comportato una ulteriore run per gli inglesi e il test match si sarebbe potuto concludere in perfetta parità.